# Pinus pringlei
Pinus pringlei (лат.) — вид вечнозеленых хвойных деревьев рода Сосна семейства Сосновые (Pinaceae). Естественный ареал распространения находится в Мексике. Древесина используется в коммерческих целях.

## Ботаническое описание
Вечнозелёное дерево высотой от 20 до 25 метров. Ствол прямой и достигает диаметра на высоте 1,3 м до 100 сантиметров. Кора ствола толстая, шероховатая, от красновато-коричневой до серовато-коричневой и разделена на мелкие чешуевидные пластинки глубокими красновато-коричневыми трещинами. Ветви горизонтальные или нависающие, приподнимающиеся к вершине и образующие открытую, широко куполообразную или неправильную крону. Веточки толстые, неэластичные, сначала шершавые, а после потери пульвини становятся гладкими, безволосыми, красновато-коричневыми с синеватым оттенком.
Вегетативные почки от яйцевидно-продолговатых до цилиндрических, не смолистые. Терминальные почки длиной от 10 до 15 миллиметров, боковые почки меньше и яйцевидно-заостренные. Стебли, сформированные в виде чешуи почки, красновато-коричневые, ланцетные или шиловидные, длиной 10-12 миллиметров, сухокожие. Старые чешуйки бутона имеют загнутую верхушку.
Хвоя растёт тройками, редко четвёрками, в тёмно-красновато-коричневом или черноватом игольчатом чехле длиной до 20 миллиметров, позже укорачивается до 10-15 миллиметров. Хвоя блестящая, желтовато-зелёная, зелёная или сизовато-зелёная, жёсткая, прямая, длиной от 18 до 25, редко от 15 до 25 сантиметров и толщиной от 1,0 до 1,5, редко до 1,7 миллиметра. Они остаются на дереве в течение двух-трёх лет. Край иглы мелко зазубрен, конец заострен и колюч. На всех сторонах игл имеются узкие стоматы. Обычно формируется от четырёх до семи, редко от трёх до девяти смоляных каналов.
Пыльцевые шишки желтоватые, яйцевидно-продолговатые или цилиндрические, длиной от 1,5 до 2,5 сантиметров и диаметром около 8 миллиметров. Семенные шишки растут на концах веток, одиночно или чаще в мутовках по два-четыре на коротких, крепких, изогнутых стеблях. Зрелые шишки открытые, длиной от 5 до 8, редко до 10 сантиметров и диаметром от 3,5 до 6, редко до 7 сантиметров, яйцевидные, слегка изогнутые или асимметричные. От 50 до 100 семенных чешуй густо одревесневшие, удлиненные, почти прямые и симметричные. Апофиза почти плоская или слегка приподнятая на внутренней стороне конуса, немного более заметная на внешней стороне, поперечно килеватая, ромбическая или пятиугольная в очертании, блестящая охристая или светло-коричневая. Умбо плоский или вдавленный и снабжён небольшим наклонным шипом.
Тёмно-коричневые или серо-коричневые семена имеют обратнояйцевидную форму длиной от 4 до 6 миллиметров. Семенное крыло длиной от 14 до 18 миллиметров, шириной от 6 до 8 миллиметров, полупрозрачное и светло-коричневое.

## Распространение и экология
Естественный ареал вида находится в Мексике в штатах Мичоакан, Морелос, Герреро и Оахака.
Вид произрастает в субтропическом и тёплом умеренном климате в горных лесах Сьерра-Мадре-дель-Сур и части Поперечной Сьерра-Волканики на высоте от 1500 до 2600, иногда до 2800 метров. Ареал классифицируется как зона зимней суровости 9 со среднегодовыми минимальными температурами от −6,6° до −1,2° С. Годовое количество осадков составляет от 1000 до 2000 миллиметров, причём большая часть выпадает во время летних гроз в период с июня по сентябрь. В основном это сосновые леса или смешанные леса из сосен и дубов, где этот вид встречается вместе с сосной Дугласа, Pinus patula, Pinus maximinoi, Pinus oocarpa и Pinus pseudostrobus. В более сухих районах, часто со вторичными лесами, он чаще встречается с Pinus lawsonii и Pinus devoniana.
В Красной книге МСОП вид классифицируется как не находящийся под угрозой исчезновения.

## Систематика
Pinus pringlei был впервые описан в 1905 году Джорджем Расселом Шоу в книге Чарльза Спрэга Сарджента «Trees and Shrubs». Видовой эпитет pringlei дан в честь коллекционера Сайруса Гернси Прингла (1838—1911), который сделал несколько сборов растений в Мексике, а также обнаружил типовой образец этого вида. Типовой материал был собран в 1904 году в Мичоакане и передан на хранение с гербарным номером Pringle 10019. Он был обнаружен в 1997 году А. Фарджоном и Б. Т. Стили в Pinus (Pinaceae). в «Flora Neotropica» как лектотипный материал. Один из немногих мексиканских видов сосен, не имеющих синонимов.
Pinus pringlei напоминает два близкородственных вида — Pinus teocote и Pinus herrerae текстурой древесины и трёхигольчатыми пучками хвои, но у Pinus pringlei хвоя толще и жёстче, чем у двух других видов.

## Использование
Древесина Pinus pringlei плотная и используется в качестве пиломатериалов. Использование в качестве декоративного растения неизвестно.